# Natatolana californiensis
Natatolana californiensis är en kräftdjursart som först beskrevs av Schultz1966.  Natatolana californiensis ingår i släktet Natatolana och familjen Cirolanidae. Inga underarter finns listade i Catalogue of Life.